# Karlshöfen
Karlshöfen (niederdeutsch Korlshöben) ist ein Ortsteil der Gemeinde Gnarrenburg im Landkreis Rotenburg (Wümme) in Niedersachsen.

## Geographische Lage
Der Ortsteil Karlshöfen liegt etwa vier Kilometer südöstlich des Kernortes Gnarrenburg. Umschlossen wird Karlshöfen von Barkhausen im Norden, Glinstedt im Osten, Breddorf und Vollersode im Süden und Findorf im Westen. Durch das Ortsgebiet verlaufen die Landesstraßen 122 und 165.

## Geschichte

### Historisches
Erstmalige historische Verbindungen mit Karlshöfen entstanden vor rund 4000 Jahren. Es existierte im heutigen Ortsgebiet eine Nord-Süd-Verbindung, ein sogenannter „Heerweg“, welcher von der Nordseeküste bei Wremen nach Zeven führte. Beweisstücke dafür sind beispielsweise alte Wagenteile, von denen eines heute zu den ältesten erhaltenen Wagenrädern in Europa zählt.
Der eigentliche Name von Karlshöfen deutet auf eine Entstehung in sächsisch-karolingischer Zeit hin. Südwestlich von Karlshöfen befand sich im 12. oder 13. Jahrhundert die Seeburg, welche kurz nach 1394 zerstört wurde. Zu heutiger Zeit wird durch eine Gedenktafel auf sie hingewiesen.

### Eingemeindungen
Am 8. April 1974 wurde Karlshöfen im Zuge der Gebietsreform in die Gemeinde Gnarrenburg eingegliedert.

### Einwohnerentwicklung
| Jahr      | 1925 | 1933 | 1939 | 2011  | 2012  | 2016  |
| --------- | ---- | ---- | ---- | ----- | ----- | ----- |
| Einwohner | 841  | 830  | 907  | 1.309 | 1.330 | 1.290 |

(Quellen: 1925–1939, 2011–2016 laut Versionsgeschichte des Ortes jeweils zum 31. Dezember)

## Politik

### Ortsrat
Der Ortsrat von Karlshöfen setzt sich aus elf Mitgliedern zusammen. Die Ratsmitglieder werden durch eine Kommunalwahl für jeweils fünf Jahre gewählt.
Bei der Kommunalwahl 2021 ergab sich folgende Sitzverteilung:
- SPD: 7 Sitze
- Unabh. Wählergemeinschaft Karlhöfen (UWG): 4 Sitze

### Ortsbürgermeister
Der Ortsbürgermeister von Karlshöfen ist Dieter Wellbrock (SPD). Sein Stellvertreter ist Volker Kullik (SPD).

## Gebäude
- Wohn- und Wirtschaftsgebäude Worthstraße 1 von 1867 bzw. 1903 in Backstein
- Wohn- und Wirtschaftsgebäude Bienenstraße 9 von 1880 in Fachwerk und Wohngiebel von um 1910 in Backstein
- Wohn- und Wirtschaftsgebäude An der Kapelle 1 von 1903 in Backstein
- Ehemalige Einraumschule Karlshöfen, Hanstedter Weg 2 a

## Infrastruktur, Vereine
- Flugplatz Karlshöfen
- Torfschiffhafen Kreuzkuhle
- Brilliantleuchten AG, eine 1857 als Carlshütte gegründete Glasfabrik
- Ortsfeuerwehr Karlshöfen
- Dancing Club Karlshöfenals Diskothek
- Heimat- und Kulturverein Karlshöfen
- Heimatbühne Karlshöfen
- Schützenverein Karlshöfen von 1919

## Persönlichkeiten
Söhne und Töchter des Ortes
- Volker Gransow (1945–2015), Dozent für Soziologie an der Freien Universität Berlin, Redakteur des Online-Journals „kulturation“ und Lehrbeauftragter an der Hochschule für Wirtschaft und Recht Berlin